# Pearson-Langkrallenmaus
Die Pearson-Langkrallenmaus (Geoxus annectens, Syn.: Pearsonomys annectens) ist eine in Südamerika lebende Nagetierart aus der Gruppe der Neuweltmäuse.
Der deutsche Name und der zweite wissenschaftliche Gattungsname beziehen sich auf den amerikanischen Zoologen Oliver Payne Pearson.
Pearson-Langkrallenmäuse sind an eine grabende Lebensweise angepasste Neuweltmäuse. Die Kopfrumpflänge beträgt 12 Zentimeter und die Schwanzlänge 8 Zentimeter, das Gewicht liegt bei rund 60 Gramm. Das Fell ist kurz, aber rau, es ist an der Oberseite bräunlich und an der Unterseite hellgrau. Der kurze Schwanz ist dicht behaart. Die Vorderfüße tragen die namensgebenden langen, Krallen die an der Spitze abgeflacht sind.
Diese Tiere sind nur aus der Nähe der Stadt Valdivia in der Región de los Ríos im südlichen Chile bekannt. Ihr Lebensraum sind mit Scheinbuchen bestandene gemäßigte Regenwälder. Sie führen eine teilweise unterirdische Lebensweise und ernähren sich vorwiegend von wirbellosen Tieren, etwa Insekten.
Die IUCN listet sie unter „gefährdet“. 